# Saison 2017-2018 du Raja Club Athletic
Chronologie
Saison précédente Saison suivante
La saison 2017-2018 du Raja Club Athletic est la 69e de l'histoire du club depuis sa fondation le 20 mars 1949. Elle fait suite à la saison 2016-2017 dans laquelle le Raja s'est classé troisième en Championnat du Maroc.
Après la révocation de M'hamed Fakhir, le Raja a confié le poste d'entraîneur à l'algérien Abdelhak Benchikha qui démissionne une semaine plus tard pour raisons personnelles. Le 20 juin, le président Said Hasbane se rend en Espagne où il confie le poste à Juan Carlos Garrido. 
Lors de la cette saison, le Raja CA est engagé dans trois compétitions officielles: le Championnat du Maroc, la Coupe du Trône et la Coupe de la confédération.
Le meilleur buteur de la saison est Mouhcine Iajour avec 25 buts inscrits toutes compétitions confondues, tandis que le meilleur passeur est Abdelilah Hafidi avec 13 passes décisives.

## Équipementiers

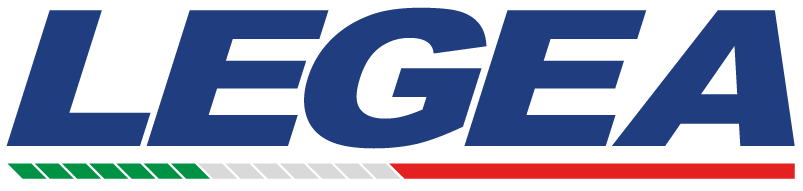
L'équipementier italien Legea.

Le Raja annonce qu'à compter du 28 juin 2017, la société italienne Legea va remplacer Adidas pour devenir l'équipementier officiel du club.

## Avant saison

### Juin

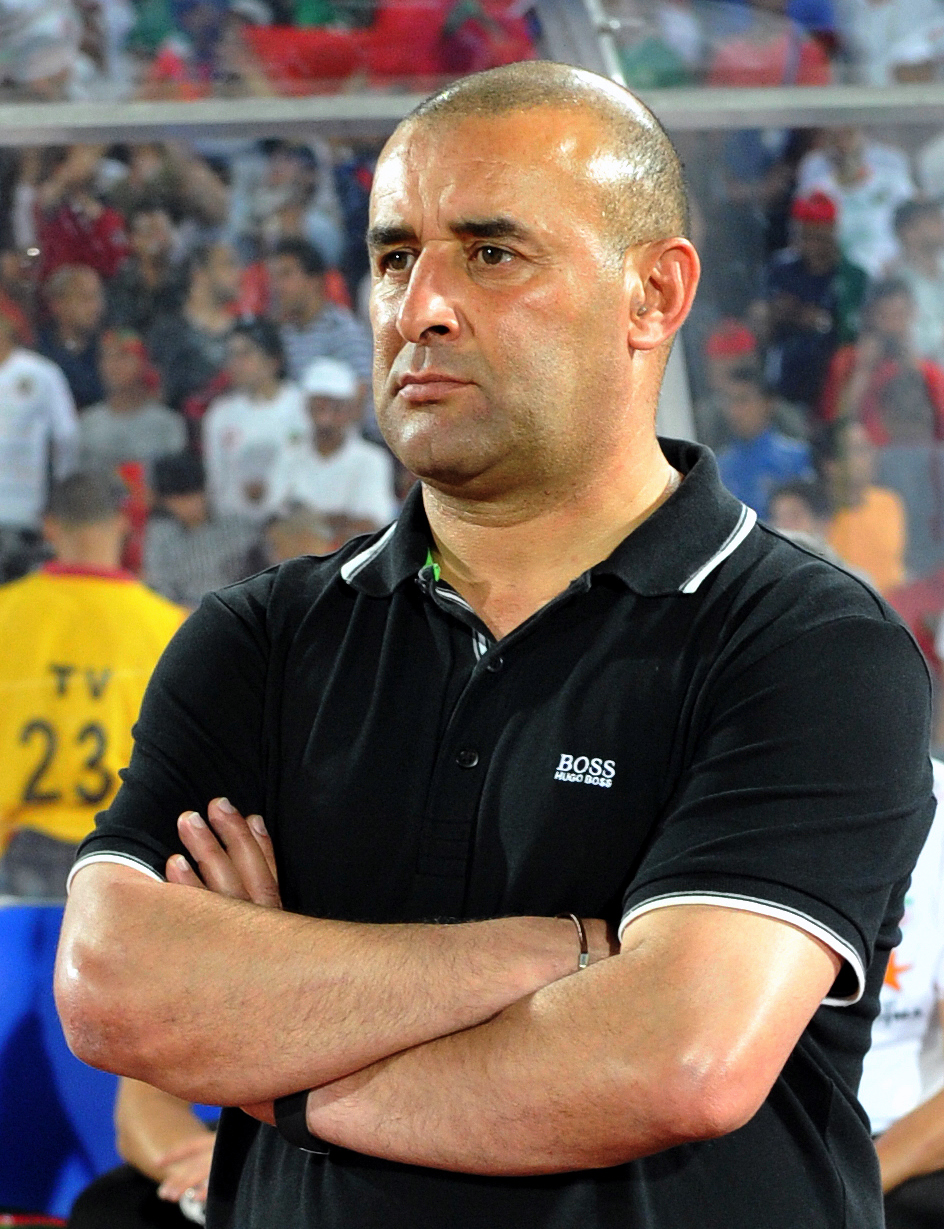
Abdelhak Benchikha

Le 5 juin 2017, footalgerien.com rapporte que le président du Raja, Said Hasbane, affirme que « l’entraineur algérien, Abdelhak Benchikha, serait en pole position pour effectuer son retour sur le banc du Raja. ». Selon la même source, Said Hasbane annonce que l'entraineur algérien « est en concurrence avec deux autres techniciens ».
Malgré l'opposition des supporters et des adhérents, le Raja annonce sur son site officiel, le 7 juin 2017, que le club s'est attaché les services de l'entraîneur algérien Abdelhak Benchikha pour la saison prochaine. Le même jour, Le Raja officialise la signature du technicien algérien, qui remplace M'hamed Fakhir sur le banc des Verts, et signe ainsi son deuxième passage à la tête du Raja après un court passage en 2014.
Alors qu'il vient de s'engager pour une saison avec le Raja de Casablanca, l’entraîneur algérien annonce en exclusivité sur Radio Mars, le jeudi 15 juin 2017, sa démission du poste d’entraîneur du club vert. Benchikha explique dans l'émission « Culture foot » les raisons de son départ :

« J'étais à l'etranger...J'ai appelé le président pour lui faire savoir que je ne pouvais pas entrainer le Raja. C'est une situation confuse. Il y a eu beaucoup de choses qui ne m'ont pas plu...Pour des raisons personnelles et privées, la situation n'est pas encourageante pour faire mon job convenablement...J'ai pris la décision de partir avec un grand pincement au cœur... »

Le quotidien marocain, Al Massae, rapporte dans son édition des 17-18 juin que la décision de l'entraineur algérien est dû à des menaces envers sa famille de la part de quelques supporters et adhérents, qui sont contre le retours de Benchikha tant que le club est présidé par Said Hasbane, chose qui confirme que le président du Raja est la vraie cible de ces menaces.
Après avoir gardé le silence depuis son départ, M'hamed Fakhir décide, le 15 juin 2017, d'adresser une lettre à la commission des litiges au sein de la FRMF dans laquelle il réclame un montant de plus de 9 millions de Dirham marocain (DH), pour rupture de contrat, qui comprend les salaires de deux ans, des primes impayées et des dommages et intêrets.
Fakhir compte défendre son dossier, en se basant sur une clause de contrat stipulant qu’il ne peut en aucun cas être remercié avant de terminer sa première saison avec les Verts.
Le 16 juin 2017, le FC Nantes rentre en contact avec le défenseur central du Raja, Jaouad El Yamiq. Selon les médias marocains et français, dont Le Matin et Ouest-France, Claudio Ranieri, l’entraîneur italien du FC Nantes, doit poser son regard sur ce dossier afin de rapidement prendre une décision.

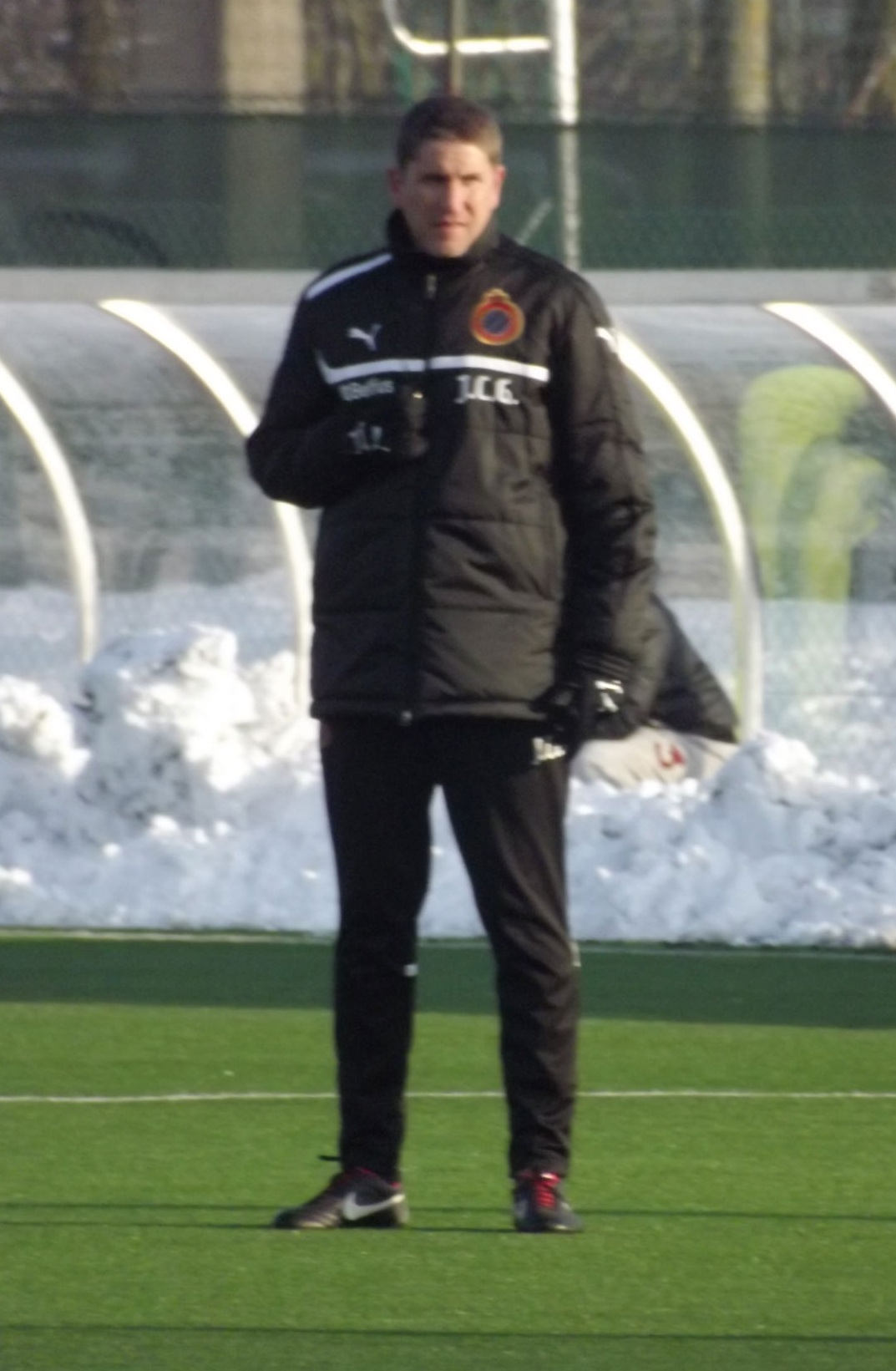
Juan Carlos Garrido

Mercredi 20 juin 2017, l'entraineur espagnol, Juan Carlos Garrido, annonce sur son compte Twitter qu'il a signé avec le Raja :

« Très heureux avec ma nouvelle période, Raja Casablanca »

### Juillet
Depuis le 10 juillet, les joueurs boycottent le premier jour d'entraînement après les vacances qui ont duré un mois et demi. Le 19 juillet, les joueurs de l'équipe sont retournés aux entraînements du club dans le cadre d'un stage à Ifrane après un débat maratonien entre les joueurs et le président Hasbane.
Libre de tout engagement après la fin de son contrat avec le Raja, Zakaria El Hachimi, âgé de 29 ans, rejoint officiellement le Wydad.
Le 25 juillet, le Raja confirme l'arrivée de Mouhcine Iajour qui signe un contrat de deux ans avec les Verts De retour d’une expérience de deux ans avec le club Qatari d’Al Khor, le joueur de 32 ans revient au bercail, malgré les problèmes financiers et les clivages qui secouent le club depuis l’arrivée du président, Saïd Hasbane. Selon Radio Mars, dans son émission Al Marrikh Arriyadi, Iajour rejoint son club formateur pour un salaire de 150 000 DH par an.
Après un amical gagné contre Al Nasr de Fès sur le score de 9-1, les joueurs se sont rendus le 26 juillet à Agadir afin de poursuivre leur préparation.
Le lendemain, le 27 juillet, une triste nouvelle frappe le club et le football national, à savoir le décès d'Abdelmajid Dolmy, une légende de l'équipe considérée parmi ses meilleurs joueurs du siècle dernier.
Le même jour (27 juillet), le Raja décide de libérer l'attaquant gabonais Johan Lengoualama, à la suite de ses prestations décevantes, puisqu'il n’a pas réussi à marquer le moindre but sous les couleurs du club, tout au long de la saison.

### Août
Les adhérents du Raja ont voulu plusieurs fois organiser l'assemblée générale extraordinaire et envoyer des messages juridiques de l'Université de la propriété marocaine de football et la région du Casablanca pour que ladite assemblée se déroule mais en vain. Certains adhérents ont même poussé Mohamed Boudrika pour qu'il soit candidat de la présidence du club vert.
Les Supporters du Raja se sont assemblés plus que trois fois au Complexe El Oasis et une fois à la Fédération marocaine afin de protester contre le président Saïd Hassbane et sa gestion du club.

### Joueurs en essai
Après le départ du club vert à Ifrane pour le stage de préparatif de la saison prochaine le jeune défenseur Ismaël El Mqadem a été en essai avec le Raja pour le faire contrat.
| Numéro | Poste | Joueur         | En Provenance de      | Date            |
| ------ | ----- | -------------- | --------------------- | --------------- |
| -      | DEF   | Ismail Mokadem | Union sportive Témara | 15 juillet 2017 |

## Matchs amicaux
| Date       | Num     | Adversaire  | Lieu                         | Score | Buteurs                                               | Passeurs |
| ---------- | ------- | ----------- | ---------------------------- | ----- | ----------------------------------------------------- | -------- |
| 23/07/2017 | Match 1 | Nasr de Fès | Stade municipal, Ifran       | 9-1   | Joulal El Ouadi Hadraf Kaddioui Sabiri Hafidi Khaldan |          |
| 23/07/2017 | Match 4 | RS Berkane  | Stade Moulay-Abdallah, Rabat | 1-1   | Mouhcine Iajour                                       |          |

## Mercato d'été 2017

### Arrivées
Le 4 juillet 2017, l'ancien capitaine du Difaâ Hassani d'El Jadida, Zakaria Hadraf s'engage pour deux saisons avec le Raja. Il devient ainsi la première recrue des verts pour la saison 2017-2018. 
| Numéro | Poste | Joueur               | En provenance de          | Date            |
| ------ | ----- | -------------------- | ------------------------- | --------------- |
| 7      | ATT   | Zakaria Hadraf       | Difaâ Hassani d'El Jadida | 25 juin 2017    |
| 4      | MIL   | Zakaria El Hilali    | Chabab Rif Al Hoceima     | 26 juin 2017    |
| 9      | ATT   | Mouhcine Iajour      | Al Khor                   | 25 juillet 2017 |
| 55     | MIL   | Abderrahim Achchakir | AS FAR Rabat              | 5 août 2017     |

### Joueurs du Raja espoir
| Poste | Joueur              | En provenance de | Date            |
| ----- | ------------------- | ---------------- | --------------- |
| G     | Mohamed Amine Zaid  | Raja espoir      | 15 juillet 2017 |
| D     | Hamza Toumi         | Raja espoir      | 15 juillet 2017 |
| D     | Saad Lakohal        | Raja espoir      | 15 juillet 2017 |
| M     | Mohamed Khaldane    | Raja espoir      | 15 juillet 2017 |
| M     | Aimane Douni        | Raja espoir      | 15 juillet 2017 |
| M     | Mohamed Douik       | Raja espoir      | 15 juillet 2017 |
| M     | Abdelkarim Nouamani | Raja espoir      | 15 juillet 2017 |
| ATT   | Ayoub Sabiri        | Raja espoir      | 15 juillet 2017 |
| ATT   | Ayoub Joulal        | Raja espoir      | 15 juillet 2017 |

### Départs
| Poste | Joueur             | Nouveau club         | Type           | 'Prix   | Date            |
| ----- | ------------------ | -------------------- | -------------- | ------- | --------------- |
| DEF   | Zakaria El Hachimi | Wydad de Casablanca  | Fin de contrat | Gratuit | 18 juillet 2017 |
| ATT   | Johan Lengoualama  | ES Sétif             | Libre          | Gratuit | 27 juillet 2017 |
| G     | Hicham Allouch     | KAC de Kénitra       |                |         |                 |
| M     | Hamza Boussedra    | Kawkab de Marrakech  |                |         |                 |
| ATT   | Omar El Mansouri   | Olympique de Safi    |                |         |                 |
| DEF   | Mehdi Attouchi     | Olympique de Safi    |                |         |                 |
| M     | Saad Lamti         | AS FAR               |                |         |                 |
| M     | Youssef Kaddioui   | AS FAR               |                |         |                 |
| M     | Youssef Anouar     | FUS de Rabat         |                |         |                 |
| M     | Nawfel Zerhouni    | FUS de Rabat         |                |         |                 |
| M     | Youssef Saâdane    | FUS de Rabat         |                |         |                 |
| ATT   | Mohamed Bouldini   | Ittihad de Tanger    |                |         |                 |
| M     | Omar Arjoune       | Ittihad de Tanger    |                |         |                 |
| G     | Mohammed Boujad    | Rapide Oued Zem      |                |         |                 |
| M     | Anass El Ouerdani  | Rapide Oued Zem      |                |         |                 |
| M     | Anass Soudani      | Rapide Oued Zem      |                |         |                 |
| M     | Achraf Zahir       | Racing de Casablanca |                |         |                 |
| ATT   | Hamza Iajour       | Maghreb de Fès       |                |         |                 |
| DEF   | Mohamed Taouss     | Libre                |                |         |                 |
| M     | El Maâti Tamayazou | Libre                |                |         |                 |

## Mercato d'hiver 2018

### Arrivées
Le Raja a transféré le milieu offensif et l'international franco-marocain Mounir Obbadi qui a eu plusieurs expériences en France et en Italie, qui venait également de participer à la Coupe d'Afrique des nations 2017 avec la sélection marocaine, mais qui avait une blessure qui l'a conduit à quitter les stades pendant six mois dans lesquels ils ne jouent aucun match avec l'OGC Nice.
Le 24 janvier 2018, un jour après le terme du marché hivernal de transferts, le Raja annonce le recrutement de Abdeladim Khadrouf qui s’engage avec les Verts jusqu’à la saison 2018-2019. Cette nouvelle recrue «à zéro dirham» fait partie de la stratégie du président de négocier avec des joueurs en fin de contrat, voire inactifs depuis plusieurs mois afin de surmonter les problèmes financiers de l'équipe.

### Départs
| Poste | Joueur            | Nouveau club           | Type            | Prix      |
| ----- | ----------------- | ---------------------- | --------------- | --------- |
| DEF   | Issam Erraki      | Al-Raed                | Contrat résilié | Gratuit   |
| DEF   | Samson Mbingui    | FC Sochaux-Montbéliard | Transfert       |           |
| DEF   | Zouheir El Ouasli | Moghreb de Tetouan     | Prêt            |           |
| DEF   | Jaouad El Yamiq   | Genoa FC               | Transfert       | 800.000 € |

## Détail des matchs

### Coupe du Trône
| Date       | Tour                    | Adversaire        | Lieu                                  | Score          | Buteurs                                                 |
| ---------- | ----------------------- | ----------------- | ------------------------------------- | -------------- | ------------------------------------------------------- |
| 23/08/2017 | 1/32e Finale (aller)    | Olympique Dcheira | Stade Mohamed V , Casablanca          | 0-0            | -                                                       |
| 27/08/2017 | 1/32e Finale (retour)   | Olympique Dcheira | Stade Ahmed Fanna Dcheira, Dcheira    | 1-4            | Benhalib 21e, Iajour 40e, Hadraf 50e, Erraki 90e (pen.) |
| 26/09/2017 | 1/8e de finale (aller)  | Fath US           | Stade Moulay-Abdallah, Rabat          | 0-0            | -                                                       |
| 12/10/2017 | 1/8e de finale (retour) | Fath US           | Stade Moulay Hassan, Rabat            | 2-1            | Zakaria Hadraf 34e, Abdelilah Hafidi 57e                |
| 15/10/2017 | 1/4 de finale (aller)   | CA Khénifra       | Stade Mohamed V , Casablanca          | 5-1            | Iajour 5e 90e, Hadraf 62e, El Yamiq 65e, Erraki 85e     |
| 19/10/2017 | 1/4 de finale (retour)  | CA Khénifra       | Stade municipal de Khénifra, Khénifra | 2-0            | Mouhcine Iajour 5e, Ayoub Joulal 90e                    |
| 26/10/2017 | 1/2 finale (aller)      | AS FAR            | Stade Moulay-Abdallah, Rabat          | 1-1            | Mahmoud Benhalib 65e                                    |
| 02/11/2017 | 1/2 finale (retour)     | AS FAR            | Stade Mohamed V , Casablanca          | 0-0            | -                                                       |
| 18/11/2017 | Finale                  | DH El Jadida      | Stade Moulay-Abdallah, Rabat          | 1-1 ( tab 3-1) | Mouhcine Iajour 28e                                     |

### Botola

#### Phase aller
| Date       | No. | Adversaire    | Lieu | Score | Buteurs                                  | Passeurs                                        | Sanctions                           | Rapport |
| ---------- | --- | ------------- | ---- | ----- | ---------------------------------------- | ----------------------------------------------- | ----------------------------------- | ------- |
| 10/09/2017 | 1   | OC Khouribga  | Ext. | 1-1   | Benoun 28e                               | Hafidi 28e                                      | Zniti 50e                           |         |
| 16/09/2017 | 2   | AS FAR        | Dom. | 2-0   | Benhalib 52e 80e                         | Hafidi 52e 80e                                  | Chakir 50e Yamiq 83e                |         |
| 23/09/2017 | 3   | KAC Marrakech | Dom. | 4-0   | Chakir 32e Iajour 67e 79eHafidi 72e      | Hafidi 32e Boutayeb 67e Benhalib 72e Hadraf 79e | Hadraf 83e                          |         |
| 01/10/2017 | 4   | IR Tanger     | Ext. | 1-1   | Chakir 38e                               | Benhalib 38e                                    | Jbira 32e Benhalib 57e Benoun 93e   |         |
| 23/10/2017 | 5   | HUS Agadir    | Dom. | 2-1   | Iajour 46e Erraki 92e (pen.)             | Hadraf 46e                                      | Jbira 16e                           |         |
| 29/10/2017 | 6   | OC Safi       | Ext. | 0-2   |                                          |                                                 | Toumi 38e Jbira 54e                 |         |
| 05/11/2017 | 7   | CA Khénifra   | Dom. | 1-2   | Hafidi 57e                               | Hadraf 57e                                      | Oulhaj 25e                          |         |
| 23/11/2017 | 8   | Fath US       | Ext. | 0-0   |                                          |                                                 | Erraki 11e                          |         |
| 27/11/2017 | 9   | RC Oued-Zem   | Dom. | 3-1   | El Ouadi 53e Khaldane 75e Benoun 78e     | Benhalib 53e Hadraf 75e 78e                     | Khaldane 58e Oulhaj 90e             |         |
| 12/12/2017 | 11  | DH El Jadida  | Dom. | 3-2   | El Yamiq 23e Hamami 60e (csc) Iajour 66e | Chakir 23e Mabidi 66e                           | Chakir 62e                          |         |
| 19/12/2017 | 12  | MA Tétouan    | Dom. | 3-1   | Benhalib 54e Iajour 73e 92e              | Chakir 54e Boutayeb 73e                         | Benoun 89e                          |         |
| 24/12/2017 | 13  | CR Al Hoceima | Ext. | 1-1   | El Yamiq 87e                             |                                                 | El Yamiq 78e Zniti 78e Boutayeb 79e |         |
| 27/12/2017 | 14  | RS Berkane    | Dom. | 1-0   |                                          |                                                 | El Yamiq 76e Douik 93e              |         |
| 30/12/2017 | 15  | Racing AC     | Ext. | 2-0   | Lamssan 43e (csc) Iajour 79e             | Hafidi 79e                                      |                                     |         |
| 10/02/2018 | 10  | Wydad AC      | Ext. | 1-2   | Iajour 34e Benoun 88e                    | Chakir 88e                                      | Benoun 88e                          |         |

#### Phase retour
| Date       | No. | Adversaire    | Lieu | Score | Buteurs                             | Passeurs                       | Sanctions                                                | Rapport |
| ---------- | --- | ------------- | ---- | ----- | ----------------------------------- | ------------------------------ | -------------------------------------------------------- | ------- |
| 14/02/2018 | 16  | OC Khouribga  | Dom. | 4-3   | Iajour 50e 55e 93e Mabidi 51e       | Hdraf 50e Badr 55e Khdrouf 93e | Jbira 21e                                                |         |
| 18/02/2018 | 17  | AS FAR        | Ext. | 2-1   | Khadrouf 22e                        | Hafidi 22e                     | Benoun 47e Mabidi 60e                                    |         |
| 25/02/2018 | 18  | KAC Marrakech | Ext. | 0-3   | Iajour 60e 65eMabidi 90+8e          | Hafidi 60e 90+8e Chakir 65e    |                                                          |         |
| 02/03/2018 | 19  | IR Tanger     | Dom. | 1-1   | Iajour 57e                          | Chakir 57e                     | Zniti 10e Douik 31e                                      |         |
| 10/03/2018 | 20  | HUS Agadir    | Ext. | 1-0   |                                     |                                | Ismail 36eBenahlib 65eBadr 77eBoutayeb 87eHafidi 91e     |         |
| 29/03/2018 | 21  | OC Safi       | Dom. | 0-0   |                                     |                                | Achchakir 63e                                            |         |
| 01/04/2018 | 23  | Fath US       | Dom. | 1-2   | Hadraf 57e (pen.)                   |                                | Lakouhal 22eZniti 82e, 90+2eKerrouchi 83e                |         |
| 14/04/2018 | 25  | Wydad AC      | Dom. | 1-1   | Benoun 88e                          | Chakir 88e                     | Lema 45eKhdrof 45eHdraf 61e, 77eBadr 73e Hafidi 92e      |         |
| 22/04/2018 | 26  | DH El Jadida  | Ext. | 2-1   | Iajour 41e (pen.)                   |                                | Lakouhal 62e Boutayeb 62e Jbira 62e                      |         |
| 25/04/2018 | 22  | CA Khénifra   | Ext. | 2-3   | Benoun 29e Iajour 62e Chakir 84e    | Benlamaalem 29e Hadraf 62e     | Chakir 36e Obbadi 87e Zniti 93e                          |         |
| 28/04/2018 | 27  | MA Tétouan    | Dom. | 0-0   |                                     |                                |                                                          |         |
| 02/05/2018 | 24  | RC Oued-Zem   | Ext. | 3-1   | Benhalib 70e                        |                                | Zniti Jbira 81e                                          |         |
| 09/05/2018 | 28  | CR Al Hoceima | Ext. | 0-0   |                                     |                                | Lakouhal 7e Benhalib 53e Jbira 61e Hadraf 65e Benoun 83e |         |
| 12/05/2018 | 29  | RS Berkane    | Dom. | 2-1   | Benhalib 5e Issoufou Dayo 66e (csc) | Boutayeb 5e                    | Obbadi 61e Chakir 72e Boutayeb 74e                       |         |
| 20/05/2018 | 30  | Racing AC     | Ext. | 1-2   | El Ouadi 9e Iajour 33e              | Benoun 9e Jbira 33e            | Khaldane 66e                                             |         |

## Coupe de la confédération

### Tour éliminatoire
| Date       | Tour                  | Adversaire    | Lieu                        | Score | Buteurs                                                            |
| ---------- | --------------------- | ------------- | --------------------------- | ----- | ------------------------------------------------------------------ |
| 06/03/2018 | Premier Tour (aller)  | FC Nouadhibou | Stade Mohamed V, Casablanca | 1-1   | Mohamed Khaldane 70e                                               |
| 17/03/2018 | Premier Tour (retour) | FC Nouadhibou | Stade Municipal, Nouadhibou | 2-4   | Mouhcine Iajour 6e 44e, Abdelilah Hafidi 15e, Mahmoud Benhalib 70e |
| 07/04/2018 | Second Tour (aller)   | Zanaco FC     | Sunset Stadium, Lusaka      | 0-2   | Mahmoud Benhalib 68e Zakaria Hadraf 75e                            |
| 18/04/2018 | Second Tour (retour)  | Zanaco FC     | Stade Mohamed V, Casablanca | 3-0   | Mouhcine Iajour 15e, Mahmoud Benhalib 19e, Badr Banoune 77e        |

### Phase de groupes
| Date       | J.        | Adversaire   | Lieu                                 | Score | Buteurs                      | Passeurs                  |
| ---------- | --------- | ------------ | ------------------------------------ | ----- | ---------------------------- | ------------------------- |
| 06/05/2018 | Journée 1 | AS Vita Club | Stade Mohamed V, Casablanca          | 0-0   | -                            | -                         |
| 16/05/2018 | Journée 2 | Aduana Stars | Agyeman Badu stadium, Dormaa Ahenkro | 3-3   | Benhalib 11e 61e, Mabidi 39e | Jbira 11e, Hadraf 39e 61e |

## Statistiques

### Statistiques collectives
| Compétition               | Résultat  | Matchs joués | Gagnés | Nuls | Perdus | Buts pour | Buts contre | Différence |
| ------------------------- | --------- | ------------ | ------ | ---- | ------ | --------- | ----------- | ---------- |
| Botola                    | 6e        | 30           | 13     | 9    | 8      | 45        | 33          | +12        |
| Coupe du Trône            | Vainqueur | 9            | 4      | 5    | 0      | 15        | 5           | +10        |
| Coupe de la confédération | Vainqueur | 6            | 3      | 3    | 0      | 13        | 6           | +7         |
| Total                     | Total     | 45           | 20     | 17   | 8      | 73        | 44          | +29        |

### Statistiques des buteurs
| Place           | Nom'                 | Botola | Coupe du Trône | Coupe de la confédération | TOTAL des buts |
| --------------- | -------------------- | ------ | -------------- | ------------------------- | -------------- |
| 1               | Mouhcine Iajour      | 17     | 5              | 3                         | 25             |
| 2               | Mahmoud Benhalib     | 5      | 2              | 5                         | 12             |
| 3               | Badr Banoune         | 5      | -              | 1                         | 6              |
| 4               | Zakaria Hadraf       | 1      | 3              | 1                         | 5              |
| 5               | Abdelilah Hafidi     | 2      | 1              | 1                         | 4              |
| 6               | Issam Erraki         | 1      | 2              | -                         | 3              |
| 6               | Abderrahim Achchakir | 3      | -              | -                         | 3              |
| 6               | Jaouad El Yamiq      | 2      | 1              | -                         | 3              |
| 6               | Lema Mabidi          | 2      | -              | 1                         | 3              |
| 10              | Mohamed Khaldane     | 1      | -              | 1                         | 2              |
| 10              | Abdelkabir El Ouadi  | 2      | -              | -                         | 2              |
| 12              | Abdeladim Khadrouf   | 1      | -              | -                         | 1              |
| 12              | Ayoub Joulal         | -      | 1              | -                         | 1              |
| Contre son camp | Contre son camp      | 3      | -              | -                         | 3              |
| Détails         | 13 buteurs Raja      | 45     | 15             | 13                        | 73             |

### Statistiques des passeurs
| Place   | Nom                  | Botola | Coupe du Trône | Coupe de la CAF | TOTAL des passes |
| ------- | -------------------- | ------ | -------------- | --------------- | ---------------- |
| 1       | Abdelilah Hafidi     | 8      | 3              | 2               | 13               |
| 2       | Zakaria Hadraf       | 7      | 2              | 3               | 12               |
| 3       | Abderrahim Achchakir | 6      | 1              | 1               | 8                |
| 4       | Mahmoud Benhalib     | 3      | 1              | 1               | 5                |
| 5       | Omar Boutayeb        | 3      | -              | 1               | 4                |
| 6       | Mouhcine Iajour      | -      | 2              | 1               | 3                |
| 7       | Abdeladim Khadrouf   | 1      | -              | 1               | 2                |
| 7       | Abdeljalil Jbira     | 1      | -              | 1               | 2                |
| 8       | Badr Banoune         | 1      | -              | -               | 1                |
| 8       | Ismail Benlamaalem   | 1      | -              | -               | 1                |
| 8       | Issam Erraki         | -      | 1              | -               | 1                |
| 8       | Abdelkrim Namani     | -      | 1              | -               | 1                |
| Détails | 12 passeurs Raja     | 31     | 11             | 11              | 53               |

### Statistiques individuelles
Mis à jour le 12 septembre 2018
| Numéro | Nat. | Nom                  | Championnat | Championnat | Championnat | Championnat  | Coupe du Trône | Coupe du Trône | Coupe du Trône | Coupe du Trône | Total | Total       | Total  | Total        |
| Numéro | Nat. | Nom                  | M.j.        | But inscrit | Averti      | Carton rouge | M.j.           | But inscrit    | Averti         | Carton rouge   | M.j.  | But inscrit | Averti | Carton rouge |
| ------ | ---- | -------------------- | ----------- | ----------- | ----------- | ------------ | -------------- | -------------- | -------------- | -------------- | ----- | ----------- | ------ | ------------ |
| 1      |      | Anas Zniti           | 12          | 0           | 8           | 2            | 2              | 0              | 0              | 0              | 4     | 0           | 0      | 0            |
| 2      |      | Mohamed Douik        | 0           | 0           | 2           | 0            | 0              | 0              | 0              | 0              | 0     | 0           | 0      | 0            |
| 2      |      | Ayoub Targhi         | 0           | 0           | 0           | 0            | 0              | 0              | 0              | 0              | 0     | 0           | 0      | 0            |
| 3      |      | Hamza Toumi          | 0           | 0           | 1           | 0            | 0              | 0              | 0              | 0              | 0     | 0           | 0      | 0            |
| 4      |      | Maâti Tamayazou      | 0           | 0           | 0           | 0            | 0              | 0              | 0              | 0              | 0     | 0           | 0      | 0            |
| 5      |      | Jaouad El Yamiq      | 0           | 0           | 3           | 0            | 0              | 0              | 0              | 0              | 0     | 0           | 0      | 0            |
| 5      |      | Ismail Benlamaalem   | 0           | 0           | 5           | 0            | 0              | 0              | 0              | 0              | 0     | 0           | 0      | 0            |
| 6      |      | Saad Lakouhal        | 0           | 0           | 0           | 0            | 0              | 0              | 0              | 0              | 0     | 0           | 0      | 0            |
| 7      |      | Youssef Kaddioui     | 0           | 0           | 3           | 0            | 0              | 0              | 0              | 0              | 0     | 0           | 0      | 0            |
| 7      |      | Zakaria Hadraf       | 0           | 0           | 4           | 1            | 0              | 0              | 0              | 0              | 0     | 0           | 0      | 0            |
| 9      |      | Mouhcine Iajour      | 2           | 0           | 0           | 0            | 2              | 1              | 0              | 0              | 4     | 1           | 0      | 0            |
| 11     |      | Zouheir El Ouasli    | 2           | 0           | 0           | 0            | 2              | 0              | 0              | 0              | 4     | 0           | 0      | 0            |
| 12     |      | Mohammed Chennouf    | 0           | 0           | 0           | 0            | 0              | 0              | 0              | 0              | 0     | 0           | 0      | 0            |
| 13     |      | Badr Banoune         | 2           | 1           | 7           | 0            | 1              | 0              | 0              | 0              | 4     | 1           | 0      | 0            |
| 14     |      | Lema Mabidi          | 2           | 1           | 2           | 0            | 1              | 0              | 0              | 0              | 4     | 1           | 0      | 0            |
| 15     |      | Reda Barakate        | 0           | 0           | 0           | 0            | 0              | 0              | 0              | 0              | 0     | 0           | 0      | 0            |
| 16     |      | Mohamed Oulhaj       | 1           | 0           | 2           | 0            | 1              | 0              | 0              | 0              | 2     | 0           | 0      | 0            |
| 17     |      | Mounir Obbadi        | 1           | 0           | 2           | 0            | 1              | 0              | 0              | 0              | 2     | 0           | 0      | 0            |
| 18     |      | Abdelilah Hafidi     | 2           | 0           | 2           | 0            | 2              | 0              | 0              | 0              | 4     | 0           | 0      | 0            |
| 20     |      | Abdeljalil Jbira     | 2           | 0           | 7           | 0            | 1              | 0              | 0              | 0              | 4     | 0           | 0      | 0            |
| 21     |      | Adil Kerrouchi       | 0           | 0           | 1           | 0            | 1              | 0              | 0              | 0              | 1     | 0           | 0      | 0            |
| 24     |      | Mahmoud Benhalib     | 2           | 2           | 3           | 0            | 2              | 1              | 0              | 0              | 4     | 3           | 0      | 0            |
| 25     |      | Omar Boutayeb        | 2           | 0           | 4           | 0            | 2              | 0              | 0              | 0              | 4     | 0           | 0      | 0            |
| 26     |      | Mohamed Khaldane     | 2           | 0           | 2           | 0            | 2              | 0              | 0              | 0              | 4     | 0           | 0      | 0            |
| 27     |      | Ayoub Joulal         | 2           | 0           | 0           | 0            | 2              | 0              | 0              | 0              | 4     | 0           | 0      | 0            |
| 28     |      | Abdelkrim Namani     | 2           | 0           | 0           | 0            | 2              | 0              | 0              | 0              | 4     | 0           | 0      | 0            |
| 30     |      | Abdeladim Khadrouf   | 2           | 0           | 0           | 0            | 2              | 0              | 0              | 0              | 4     | 0           | 0      | 0            |
| 34     |      | Othmane Haidamou     | 0           | 0           | 0           | 0            | 0              | 0              | 0              | 0              | 0     | 0           | 0      | 0            |
| 55     |      | Abderrahim Achchakir | 2           | 0           | 5           | 0            | 2              | 0              | 0              | 0              | 4     | 0           | 0      | 0            |
| 77     |      | Hilaire Momi         | 2           | 0           | 0           | 0            | 2              | 0              | 0              | 0              | 4     | 0           | 0      | 0            |
| 88     |      | Mohamed Bouamira     | 0           | 0           | 0           | 0            | 0              | 0              | 0              | 0              | 0     | 0           | 0      | 0            |
| 93     |      | Abdelkabir El Ouadi  | 2           | 0           | 0           | 0            | 2              | 0              | 0              | 0              | 4     | 0           | 0      | 0            |
| 96     |      | Walid Sebbar         | 0           | 0           | 0           | 0            | 0              | 0              | 0              | 0              | 0     | 0           | 0      | 0            |
| 99     |      | Issam Erraki         | 2           | 0           | 1           | 0            | 2              | 1              | 0              | 0              | 4     | 1           | 0      | 0            |
| -      |      | Ayoub Sabiri         | 0           | 0           | 0           | 0            | 0              | 0              | 0              | 0              | 0     | 0           | 0      | 0            |
| -      |      | Mohamed Zaid         | 0           | 0           | 0           | 0            | 0              | 0              | 0              | 0              | 0     | 0           | 0      | 0            |
| -      |      | Souhayle Maqlaf      | 0           | 0           | 0           | 0            | 0              | 0              | 0              | 0              | 0     | 0           | 0      | 0            |